# Phoebe Holcroft Watson
Phoebe Catherine Holcroft Watson (de soltera Holcroft; 7 de octubre de 1898 – 20 de octubre de 1980) fue una tenista del Reino Unido cuyo mejor resultado en individuales fue alcanzar la final del Campeonato de Estados Unidos en 1929, perdiendo ante Helen Wills en dos sets seguidos.Según A. Wallis Myers, Watson fue clasificada entre las 10 mejores del mundo en 1926 y desde 1928 hasta 1930, alcanzando su mejor posición, el número 2 del mundo, en 1929.
Watson ganó el título de dobles femeninos en Wimbledon en 1928 y 1929 y en el Campeonato de Estados Unidos en 1929, todos con su compañera Peggy Saunders Michell. Su otro título de Grand Slam fue en dobles femeninos en el Campeonato de Francia en 1928 con su compañera Eileen Bennett.
Formó parte del equipo británico que ganó la Copa Wightman contra Estados Unidos en 1928 y 1930.

## Finales de Grand Slam

### Individuales: 1 (1 subcampeona)
| Resultado | Año  | Campeonato            | Superficie | Oponente    | Marcador |
| --------- | ---- | --------------------- | ---------- | ----------- | -------- |
| Derrota   | 1929 | Campeonato de EE. UU. | Césped     | Helen Wills | 4–6, 2–6 |

### Dobles: 5 (4 títulos, 1 subcampeona)
| Resultado | Año  | Campeonato                     | Superficie | Compañera              | Oponentes                         | Marcador      |
| --------- | ---- | ------------------------------ | ---------- | ---------------------- | --------------------------------- | ------------- |
| Derrota   | 1927 | Campeonato de Francia          | Arcilla    | Peggy Saunders Michell | Irene Bowder Peacock Bobbie Heine | 2–6, 1–6      |
| Victoria  | 1928 | Campeonato de Francia          | Arcilla    | Eileen Bennett         | Suzanne Devé Sylvie Jung          | 6–0, 6–2      |
| Victoria  | 1928 | Campeonato de Wimbledon        | Césped     | Peggy Saunders Michell | Ermyntrude Harvey Eileen Bennett  | 6–2, 6–3      |
| Victoria  | 1929 | Campeonato de Wimbledon        | Césped     | Peggy Saunders Michell | Phyllis Covell Dorothy Shepherd   | 6–4, 8–6      |
| Victoria  | 1929 | Campeonato Nacional de EE. UU. | Césped     | Peggy Saunders Michell | Phyllis Covell Dorothy Shepherd   | 2–6, 6–3, 6–4 |

## Cronograma de torneos de Grand Slam individuales
| G | F | SF | CF | #R | RR | Q# | DNQ | A | NH |

(G) ganador; (F) finalista; (SF) semifinalista; (CF) cuartofinalista; (#R) rondas 4, 3, 2, 1; (RR) round-robin; (Q#) ronda de clasificación; (NC) no calificó; (A) ausente; (NS) no sostenido; (PA) porcentaje de acertamiento (eventos ganados / competido); (V–D) récord de victorias y derrotas.
| Torneo         | 1923  | 1924  | 1925  | 1926  | 1927  | 1928  | 1929  | 1930  | Carrera SR |
| -------------- | ----- | ----- | ----- | ----- | ----- | ----- | ----- | ----- | ---------- |
| Australia      | A     | A     | A     | A     | A     | A     | A     | A     | 0 / 0      |
| Francia1       | A     | NH    | A     | A     | 3R    | 2R    | CF    | CF    | 0 / 4      |
| Wimbledon      | 1R    | 3R    | 1R    | 3R    | CF    | CF    | 3R    | 1R    | 0 / 8      |
| Estados Unidos | A     | A     | A     | A     | A     | A     | F     | A     | 0 / 1      |
| SR             | 0 / 1 | 0 / 1 | 0 / 1 | 0 / 1 | 0 / 2 | 0 / 2 | 0 / 3 | 0 / 2 | 0 / 13     |

1Hasta 1923, el Campeonato de Francia estaba abierto únicamente a los nacionales franceses. El Campeonato Mundial de Pista Dura (WHCC), que en realidad se juega en tierra batida en París o Bruselas, comenzó en 1912 y estaba abierto a todas las nacionalidades. Los resultados de la edición de 1923 de ese torneo se muestran aquí. Los Juegos Olímpicos reemplazaron a la WHCC en 1924, ya que los Juegos Olímpicos se celebraron en París. A partir de 1925, el Campeonato de Francia estuvo abierto a todas las nacionalidades y los resultados que aquí se muestran a partir de ese año.